# Zomicarpa riedelianum
Zomicarpa riedelianum är en kallaväxtart som beskrevs av Heinrich Wilhelm Schott. Zomicarpa riedelianum ingår i släktet Zomicarpa och familjen kallaväxter. Inga underarter finns listade.